# Вулиця В'ячеслава Чорновола (Хмельницький)
Ву́лиця В'ячесла́ва Чорново́ла пролягає вздовж залізниці, від мікрорайону Новий план № 2 (від перехрестя з вул. Маршала Красовського) до східної околиці міста (мікрорайон Ракове).

## Історія
Вулиця існує з моменту виникнення поселення Плоскирів як заміська частина дороги на Летичів, яка з початку XIX століття мала назву «Поштова дорога на Летичів». У перші роки XX століття на виїзді з міста за хутором Раковий були засновані літні табори для військ проскурівського гарнізону, від чого вулиця отримала назву Табірна. Наприкінці 1950-х роках на вулиці розпочинається розбудова великих індустріальних підприємств (ремонтний завод перетворюється на завод «Трактородеталь» — нині машинобудівна компанія «АДВІС», будується підприємство всесоюзного значення — завод трансформаторних підстанцій, виникає завод залізобетонних конструкцій), і вже 1966 року вулицю перейменували на Індустріальну. В 2000 році за ініціативою керівника машинобудівної компанії «АДВІС» І. Дунця вул. Індустріальну перейменували на честь В'ячеслава Чорновола.
Чорновіл В'ячеслав Максимович (1938—2000) — український політ, діяч, журналіст, учасник дисидентського руху з середини 1960-х років. Як народний депутат, голова Руху та кандидат у Президенти України неодноразово відвідував Хмельницький, де мав зустрічі з представниками влади та народу.

Пивзавод «Хмельпиво»

Чорновола, 24. ВАТ «Хмельпиво». Одне з найстаріших підприємств міста. До наших днів збереглися промислові та службові споруди 1901 року, старовинний парк. У 1881 році в місті працювали три пивоварні, а вже у 1884 році лише один пивоварний завод, який незабаром взагалі припинив існування. В 1890-х роках Проскурів залишився без власної пивоварні. На цей факт звернув увагу доволі відомий на Поділлі пивовиробник Леон Генріхович Кляве (1846—1933). В 1898 році він подав заявку до міської думи з клопотанням про продаж йому земельної ділянки на Новому Плані № 2, навпроти вокзалу, для будівництва нового пивзаводу. Отримавши п'ять десятин землі, Кляве одразу розпочав будівництво підприємства, і вже наприкінці 1901 року завод випустив першу продукцію. Досить швидко пиво нового заводу здобуло визнання у споживачів, а в липні 1909 році на Всеросійській виставці пивоваріння у Санкт-Петербурзі завод Кляве був відзначений за найкращий ячмінний солод. У 1910-х роках на підприємстві працювало 46 робітників та вироблялося щорічно до 150 тис. відер пива. В радянські часи пивзавод був націоналізований і став головним підприємством галузі в області. 1993 року завод перетворено на ВАТ «Хмельпиво».
Чорновола, 31. ВАТ «Хмельницькзалізобетон». У 1956 році на основі промислово-будівельної бази, що була розташована вздовж залізниці на вулиці Заводській, був заснований завод з виробництва промислового залізобетону. В 1959 році територія заводу значно розширилася — до нього приєднали цех збірного залізобетону з бетонно-розчинним вузлом, складом цементу, арматурною та механічною майстернями на вулиці Індустріальній, 31. Саме за цією адресою розташувався адміністративний корпус заводу, який у 1970 році отримав назву «Завод залізобетонних і будівельних конструкцій». У 1994 році підприємство перейменовано на ВАТ «Хмельницькзалізобетон».

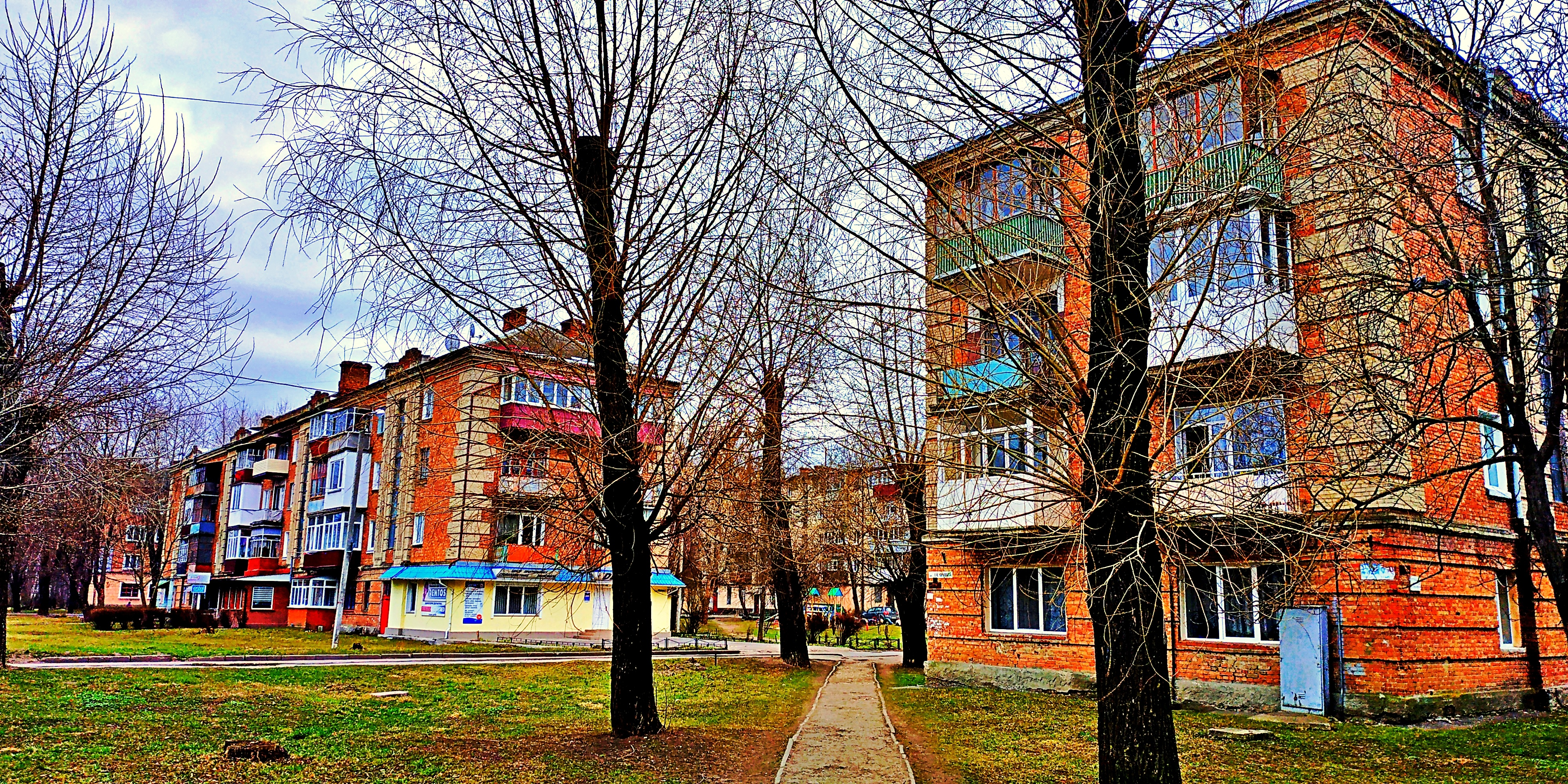
Житлові будинки на вулиці Чорновола

Чорновола, 88. АТ Машинобудівна компанія «АДВІС». У 1929 році на виїзді з міста у напрямку передмістя Ракове була організована Проскурівська машинно-тракторна станція (МТС), від якої й взяла початок нинішня машинобудівна компанія «АДВІС». При МТС діяла велика майстерня з ремонту двигунів, що дало можливість у 1949 році перетворити машинно-тракторну майстерню у ремонтний завод (капремонт тракторних та автомобільних двигунів). У 1958 році підприємство перейменовується на завод «Трактородеталь» і стає спеціалізованим підприємством-монополістом у СРСР з виготовлення деталей механізму газорозподілу до тракторних двигунів. У 1972 році «Трактородеталь» перейменовано на завод тракторних агрегатів. Того ж року при заводі створено галузеве конструкторське-технологічне бюро по пневмокомпресорах — головне в галузі компресоробудування. В 1974 році на підприємстві створені виробничі потужності та розпочато випуск пневмокомпресорів для двигунів. Таким чином Хмельницький стає провідним центром виробництва та конструювання тракторних компресорів у СРСР. У 1990 році завод тракторних агрегатів перетворено у машинобудівну компанію, якій надано назву «АДВІС» (тобто: Агрегати, Двигуни, Інструменти, Сервіс). Сьогодні це одне з найбільших машинобудівних підприємств області, яке виготовляє мінісільгосптехніку, кормозбиральні комбайни, традиційні агрегати до тракторних двигунів, пневмокомпресори тощо.
Чорновола, 120. ВАТ «Укрелектроапарат». У 1957 року було розпочато будівництво заводу трансформаторних підстанцій — підприємства електромашинобудування всесоюзного значення, а вже через два роки завод випустив першу продукцію. В 1975 році на базі заводу трансформаторних підстанцій створено Хмельницьке виробниче об'єднання «Укрелектроапарат», яке стало провідним у країні за виробництвом силових трансформаторів для залізничного транспорту і трансформаторних підстанцій. В 1976 році підприємство нагороджено орденом Трудового Червоного Прапора.
Чорновола, 122. Госпіталь Західного оперативного командування